# 藤田育代
藤田 育代（ふじた いくよ）は、日本の現代美術家・手芸作家。動物モチーフを中心に、複雑に羊毛の色彩を重ねてニードルで布地に刺し、半立体的に平面画を描いてゆく「羊毛フェルト画」で知られる。東京都出身、在住。

## 経歴
- 2004年、共に暮らすネザーランドドワーフのうさぎ「ちびちゃん」をモデルに、羊毛フェルト画の制作を始める[1][2]。
- 2010年に作品をWEB公開以降[4]、国内外でのアートフェア・展示会に参加する[1]。
- 2012年に、アクティブコーポレーションより羊毛フェルト画のうさぎのカレンダーとポストカードが発売される[5][6]。制作指導書籍『ふわっとかわいい羊毛フェルトのうさぎ刺しゅう＆雑貨』（2012年、マガジンランド）を上梓以降、社団法人日本手芸協会、日本橋三越カルチャー等でワークショップを開催し、羊毛フェルト画の普及にも努める[7][8]。
- 2014年、中国語版翻訳書『羊毛氈easy戳!18款日式質感兔子刺繍&雜貨』（山岳出版）[9]が台湾・香港・マカオにて発売される。同年、第九回国際書画大賞展にて新人賞受賞[10]。
- 2017年、アクティブコーポレーションより猫のポストカードが発売される[11]。

## 羊毛フェルト画
- 2004年、藤田の作品を見たAMULETの主催者が羊毛フェルト作品の新ジャンルとして「フェルト画」と命名した。
- 2012年、著書を上梓するにあたって「フェルト画」だけではフェルトシートを連想させるという理由により、マガジンランド編集者が「羊毛フェルト画」と改名した。

## 主な展覧会
個展

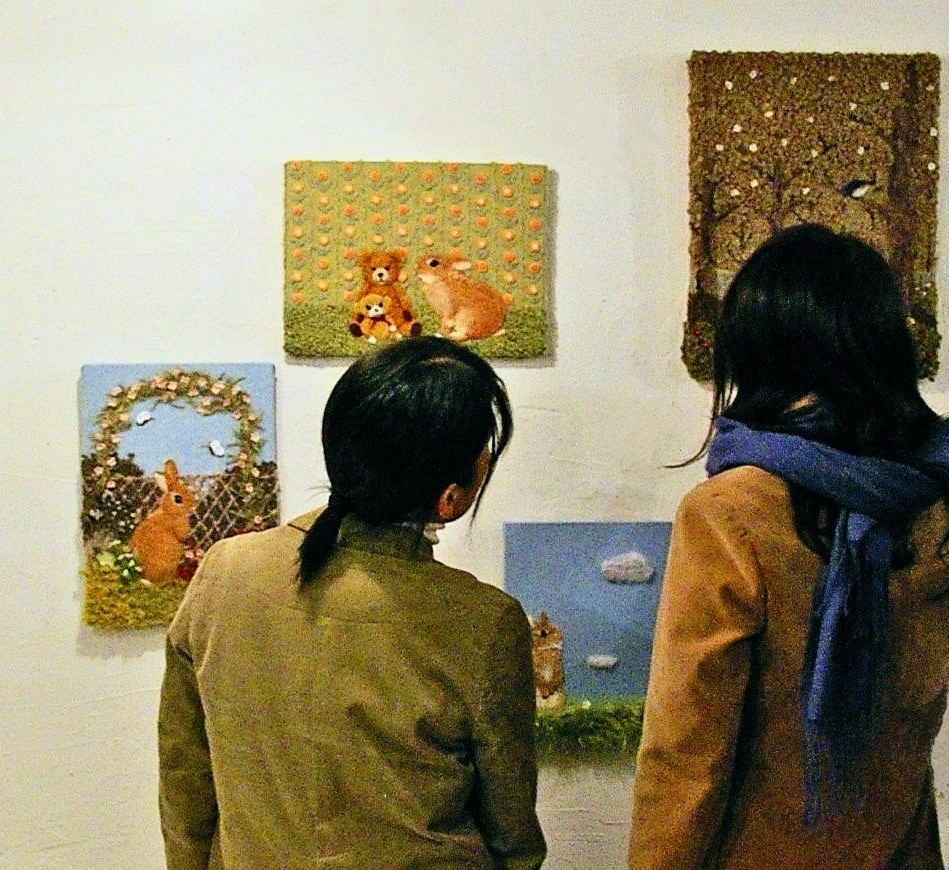
グループ展「Little Expo #1」 2008年11月　神田　AMULET

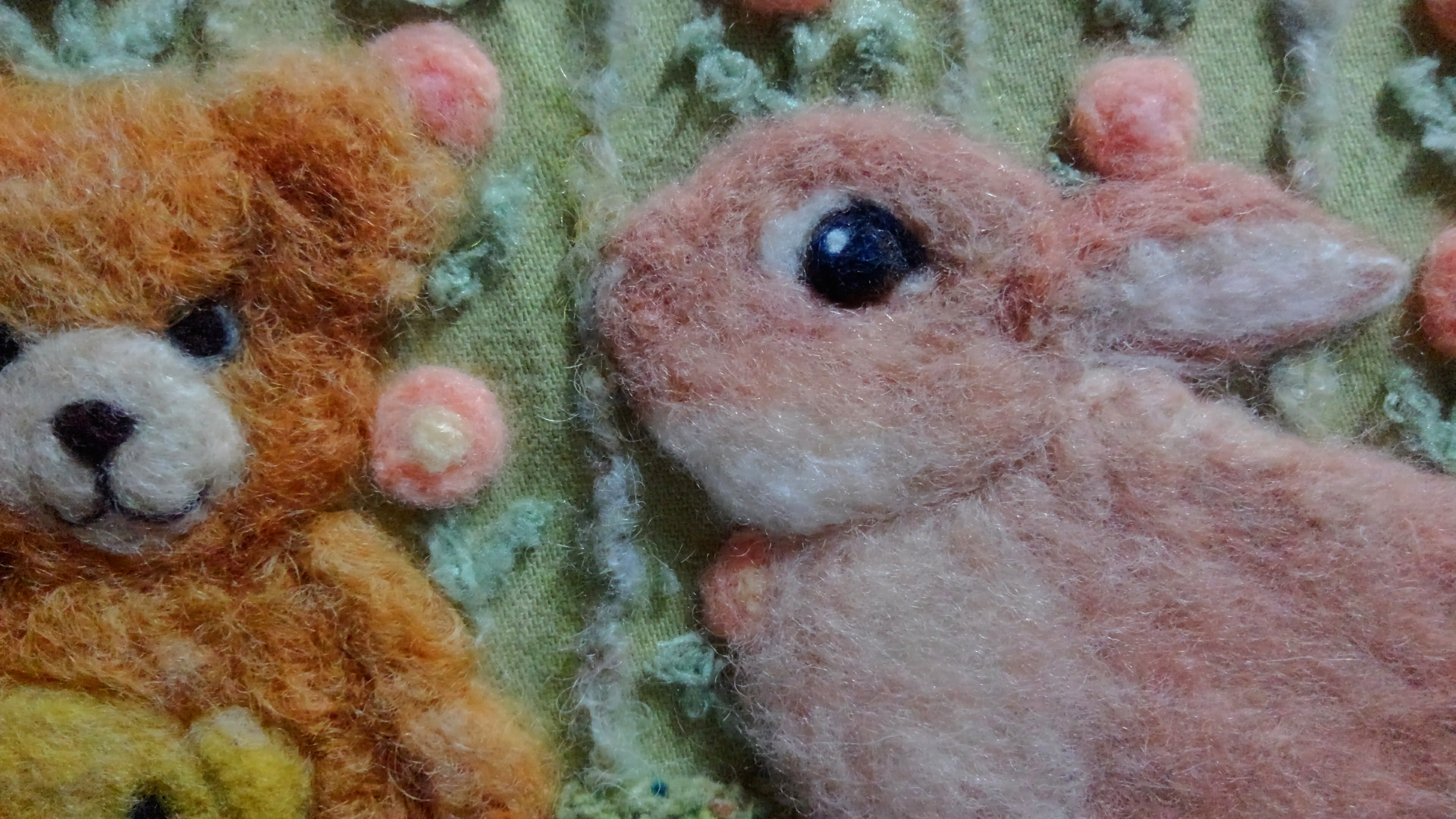
ともだちになりたいな be my friend (2007) 24.2ｘ33.3cm wool, yarn, and ribbon on fablic（拡大）

- 2009年7月「藤田育代展～うさぎの針仕事～」(神田 AMULET/東京)
- 2010年10月「Love Cats and Rabbits」(ニューヨーク Ouchi Gallery/USA）
- 2012年12月「ふわっとかわいい うさぎ展」(押上 AMULET/東京)
- 2013年1月 「藤田育代展 ～うさぎの針仕事Ⅱ～」(小金井 武蔵野画廊/東京)
- 2019年11月 絵本「やさしい森」原画展（早稲田 -Le Tiroir/ル ティロワ/東京 ）
- 2023年3月  羊毛フェルト画の絵本『やさしい森』原画展示 (川越市 おやすみブックス/埼玉)
- 2023年3月「BUNNY'S TOY FACTORY THE STORE POP UP in ヒヤシンス雑貨店」 (川越市 ヒヤシンス雑貨店/埼玉)

グループ展
- 2011年11月 Montreux Art Gallery（モントルー/スイス）
- 2011年12月 Art Now Fair Miami（マイアミ/USA）
- 2012年 3月 Fountain Art Fair (Armory ニューヨーク/USA)
- 2012年 4月 Ren-ais-sance (Strange Loop Gallery ニューヨーク/USA)
- 2013年 1月 The Unit State of International Artists （Olga Santos Gallery ポルト/ポ  ルトガル)
- 2013年 3月 Fountain Art Fair（Armory ニューヨーク/USA）
- 2013年 6月 ねこらんまん展（目黒雅叙園/東京)
- 2013年 9月 CONTEMPORARY ART BELEM 2013（Centro Cultural de Belem リスボン/ ポルト  ガル）
- 2014年 4月 Artexpo New York 2014 (ニューヨーク/USA）
- 2014年 8月 国際書画大賞展（東京都美術館/東京)
- 2015年 6月 作家のザッカ (西武渋谷店/東京）
- 2017年 8月 うめだうぶつえん（阪急梅田本店/大阪)
- 2024年 5月  IAG AWARDS 2024 ギャラリー路草賞受賞 オーディエンス賞受賞  (東京芸術劇場5階ギャラリー/東京）

## 著書
- 『ふわっとかわいい羊毛フェルトのうさぎ刺しゅう&雑貨』マガジンランド、2012年 ISBN 978-4905054641
- 『羊毛氈easy戳!18款日式質感兔子刺繍&雜貨』山岳文化 2014年 ISBN 978-986-248-386-2[9]